# 李㼈
李㼈（1967年12月19日—），台灣男演員，出生於台灣台北市，代表作為民視戲劇《親戚不計較》，曾任救國團兵長。

## 生平
李㼈年幼時家境優渥，就讀臺北市私立立人國際國民中小學幼兒園部和小學部，後因從事金融業的父親李孟聲鋃鐺入獄而家道中落，李㼈年輕時曾混跡黑社會，後來看到媽媽漸漸老去，驚覺不能再過這樣「玩命」的日子，才浪子回頭。

## 電影
| 年份   | 片名                  | 飾演     |
| ------ | --------------------- | -------- |
|        | 《男人女人情人》      | 志文     |
| 1997年 | 《街頭悍將》          | 阿標     |
| 1998年 | 《黑色城市（黑道）》  | 邊涯     |
| 1999年 | 《惡夜》              | 李警官   |
| 2013年 | 《在一起》            | 喬喬父親 |
| 2014年 | 《等一個人咖啡》      | 暴哥     |
| 2018年 | 《鬥魚》              | 魁哥     |
| 2025年 | 《腎上腺》            |          |
| 2025年 | 《突破 三千米的泳氣》 |          |

## 電視劇
| 年份   | 頻道       | 劇名                         | 飾演          | 備註 |
| ------ | ---------- | ---------------------------- | ------------- | ---- |
| 1992年 | 台視       | 《天眼－愛情的咒語》         | 阿昆          |      |
|        | 台視       | 《七仙女》                   | 傅財寶        |      |
|        | 台視       | 《目蓮傳》                   |               |      |
| 1994年 | 台視       | 《天眼－會動的手指》         | 李㼈          |      |
| 1994年 | 台視       | 《天眼－老佛爺吉祥》         | 光緒          |      |
|        | 台視       | 《我有三個半媳婦》           |               |      |
|        | 台視       | 《大門神》                   | 尉遲恭        |      |
|        | 台視       | 《濟公－御馬鈴》             | 李軍          |      |
|        | 台視       | 《濟公－笑收貪嗔痴》         | 伍源          |      |
|        | 台視       | 《濟公－地獄客》             | 梁秋          |      |
| 1996年 | 台視       | 《大家有緣》                 | 廖清祺        |      |
| 1998年 | 台視       | 《布袋和尚－吉人天相》       | 黃來羅        |      |
| 2001年 | 台視       | 《春風》                     |               |      |
| 2017年 | 台視       | 《牡丹花開》                 | 阿水師        |      |
| 1995年 | 中視       | 《媽祖拜觀音－靈鏡幽魂》     | 洪天狗        |      |
| 1996年 | 中視       | 《媽祖過台灣》               | 柯少峰        |      |
| 1997年 | 中視       | 《走馬燈》                   | 江振海/江啟暉 |      |
| 2001年 | 中視       | 《童養媳》                   | 張政雄        |      |
| 2010年 | 中視       | 《流氓校長》                 | 江湖飄        |      |
| 2011年 | 中視       | 《翻糖花園》                 | 陳香福        |      |
| 1998年 | 公視       | 《鹽田兒女》                 | 許慶生        |      |
| 2016年 | 公視       | 《征子》                     | 林日生        |      |
| 1997年 | 民視       | 《媽媽請你也保重》           | 邱阿仁        |      |
| 1997年 | 民視       | 《嘉慶君遊台灣》             | 汪天霖        |      |
| 1998年 | 民視       | 《春天後母心》               | 吳金泉        |      |
| 1998年 | 民視       | 《真命天子》                 | 劉伯溫        |      |
| 1999年 | 民視       | 《親戚不計較》               | 吳正雄        |      |
| 1999年 | 民視       | 《七世夫妻之梁山伯與祝英台》 | 祝正元        |      |
| 1999年 | 民視       | 《某大姊》                   | 林天賜        |      |
| 2000年 | 民視       | 《大腳阿媽》                 | 黃嘉輝        |      |
| 2000年 | 民視       | 《飛龍在天》                 | 黑豹          |      |
| 2002年 | 民視       | 《移山倒海樊梨花》           | 楊藩          |      |
| 2003年 | 民視       | 《青龍好漢》                 | 洪嘉良        |      |
| 2003年 | 民視       | 《日正當中》                 | 王文龍        |      |
| 2005年 | 民視       | 《美麗人生》                 | 蔡培火        |      |
| 2005年 | 民視       | 《意難忘》                   | 杜文杰        |      |
| 2005年 | 八大綜合台 | 《終極一班》                 | 王土龍        |      |
| 2019年 | 八大綜合台 | 《一起幹大事》               | 林志堅        |      |
| 2008年 | 三立台灣台 | 《真情滿天下》               | 林雲龍        |      |
| 2009年 | 三立台灣台 | 《天下父母心》               | 劉天福        |      |
| 2010年 | 三立台灣台 | 《家和万事兴》               | 廖俊明        |      |
| 2011年 | 三立台灣台 | 《牽手》                     | 黑木剛        |      |
| 2012年 | 三立台灣台 | 《天下女人心》               | 洪劍輝        |      |
| 2014年 | 三立台灣台 | 《世間情》                   | 羅高雄        |      |
| 1992年 | 華視       | 《無敵神童李哪吒》           | 敖丙          |      |
| 1993年 | 華視       | 《孝的故事－代父從軍》       | 賀庭玉        |      |
| 1996年 | 華視       | 《三國英雄傳之關公》         | 孔秀          |      |
| 1997年 | 華視       | 《江湖半把刀》               |               |      |
| 2011年 | 華視       | 《艋舺燿輝》                 | 江一郎        |      |
| 2013年 | 華視       | 《我愛幸運七》               | 廖添南        |      |
| 2013年 | 緯來電影台 | 《我的窮爸爸》               | 馮泰吉        |      |
| 2013年 | 緯來電影台 | 《我的富爸爸》               | 馮泰吉        |      |
| 2013年 | 緯來電影台 | 《我的明星爸爸》             | 馮泰吉        |      |
| 2019年 | 東森戲劇台 | 《美味滿閣》                 | 李主廚        |      |

## 音樂錄影帶
| 年代   | 歌手   | 歌曲           |
| 2010年 | 林國慶 | 《無情的過去》 |
| 2018年 | 袁小迪 | 《无期徒刑》   |
| 2020年 | 玖壹壹 | 《偶喜翻你》   |

## 主持作品
| 頻道 | 節目           |
| 民視 | 《電視大擂臺》 |
| 民視 | 《笑星飛上天》 |

## 廣告代言
- 玉山台灣鹿茸酒/參茸酒(台灣菸酒公司)
- 天良天地嗽(天良生技)
- 倍力骨(天良生技)
- 「龍年行大運 戒菸就對了」宣導短片（臺北市政府衛生局與董氏基金會合製）
- 《A.V.A 戰地之王》李㼈駕到！帶槍投靠！摧壘！
- 樂屋網《代言人》
- 天良牌益腎保肝丸 (vs 熊家婕)
- 皮可復軟膏 (vs 熊家婕)

## 代言
- 遊戲《龍將斬千》
- 遊戲《至尊娛樂城》
- 遊戲《藍月王者》

## 獎項紀錄

### 電視金鐘獎
| 年份 | 獲提名               | 獎項                         | 結果 |
| ---- | -------------------- | ---------------------------- | ---- |
| 2011 | 《艋舺燿輝》－江一郎 | 第46屆金鐘獎戲劇節目男配角獎 | 獲獎 |

## 外部連結
- 李㼈的Facebook專頁（繁體中文）
- 李㼈的新浪微博（繁體中文）
- 李㼈在互联网电影资料库（IMDb）上的資料（英文）
- 李㼈在香港影庫上的簡介